# Fisher (Luizjana)
Fisher – wieś w Stanach Zjednoczonych, w stanie Luizjana, w parafii Sabine.